# 1976年-1987年の国鉄ダイヤ改正
1976年-1987年の国鉄ダイヤ改正（1976ねんから1987ねんのこくてつダイヤかいせい）では、1976年（昭和51年）7月の新幹線設定列車量がピークを迎えた改正から、1987年（昭和62年）4月の国鉄分割民営化に至るまでの、日本国有鉄道（国鉄）の「輸送転換期」にあたる時期のダイヤ改正について記す。

## 1976年（昭和51年）
6月6日に西九州電化（長崎本線・佐世保線の電化）が完成されたことを受け、7月1日にダイヤが改正される。同線では山陽新幹線の接続もかねて、小倉駅・博多駅 - 長崎駅に電車特急「かもめ」、同佐世保駅間に電車特急「みどり」が新設された。なお、この2列車は基本的に小倉駅・博多駅 - 肥前山口駅（現・江北駅）で併結運転を行うため、「みどり」は当時の特急としては異例の、4両という短編成を組んだ。これを前に、東北本線の特急「ひばり」などに連結されていた先頭グリーン車（クロ481形）を「みどり」に転用するため、東北地区においても車両の差し替えが行われた。また新幹線の方でもダイヤ改正が行われ、東海道新幹線ではそれまでの「ひかり」・「こだま」の設定枠が毎時4本ずつから5本ずつとなり、新幹線列車の本数はピークを迎えた。従来は「こだま」しか停車しなかった新横浜駅と静岡駅にも1往復の「ひかり」が停車するようになった。
また10月1日にも小規模なダイヤ改正が行われ、高山本線で名鉄犬山線からの直通特急として「北アルプス」が急行列車からの格上げの形で新設され、「ひだ」もこれまでの1往復から4往復に増発された。また「はやぶさ」と「富士」、「出雲」に2段式B寝台を中心とし、1人用個室A寝台・食堂車で編成された24系25形客車を投入。ブルートレインの体質改善が図られた。首都圏では横須賀線用に建設されていた東京－品川間の地下線が完成したため、その設備を活用して総武線快速の一部品川延長が図られた。
11月1日には近郊形電車を使用していた東京近郊の急行列車が快速列車に格下げされた。11月6日には運賃・料金の50%という大規模な値上げが実施され、前年の料金値上げの影響もあり、この頃から国鉄利用客の減少が加速していくことになった。11月30日には信越・中央東線系統の急行列車で営業を続けていたビュフェの営業を終了している。

## 1977年（昭和52年）
- 3月21日、大阪地区（京阪神緩行線、阪和線、片町線）の旧型国電運用が終了（ただし山陽本線西明石駅以西は岡山電車区の80系が残った）。鳳駅以南の利用が低迷している阪和線の新快速列車は熊取駅と和泉砂川駅を停車駅に追加。中央西線名古屋地区に103系が運行開始。

- 9月1日、小規模な改正が実施される。これは首都圏と関西圏を除く急行列車57本の自由席に定期乗車券でも乗車ができるようにしたものだが、逆に言えばそうしなければならないほど国鉄の利用率が減少していたと受け取れるものであった。この頃、A寝台やグリーン車は閑古鳥が鳴く状態の列車が多数存在する有様で、国鉄もあわてたのか9月20日に寝台・グリーン料金の30%値下げを行った。

- 10月1日には、寝台特急「あさかぜ」1往復（東京 - 下関間運転）と「瀬戸」の客車が20系から24系25形に置き換えられ、同時にA寝台車及び食堂車の連結も廃止となった。

## 1978年（昭和53年）
前年に料金の値上げを行ったものの、国鉄財政は一向に好転する兆しを見せず、この年7月8日に運賃が、10月1日には料金が値上げされた。この前年に成立・3月31日に施行された「国有鉄道運賃法及び日本国有鉄道法の一部を改正する法律」によって、運輸大臣の認可で運賃の改定が可能とされたため、分割民営化直前の1986年（昭和61年）まで、1983年（昭和58年）度を除き毎年運賃・料金を値上げしていった。
そんな運賃・料金値上げが実施された後の10月2日、全国規模のダイヤ改正が行われた。「ゴーサントオ」と俗に関係者や鉄道ファンからは呼ばれる事になる改正である。国鉄では増収のための施策を打ち出すようになっていたため、この改正では需要が減っていた貨物列車の大幅削減と、急行列車の特急格上げによる特急列車増発を行った。詳しくはゴーサントオを参照。

## 1979年（昭和54年）
この年はさほど大きな動きはなかったが、10月1日に日豊本線全線が電化され、寝台特急「富士」・「彗星」の速度が向上した。また、仙石線でも103系電車による新性能化が実施されて増発や速度向上が図られたが、一方で同線に運転されていた特別快速は快速に格下げされて廃止となった。片町線では長尾駅～四条畷駅間の複線化に伴い103系電車が少数ながら投入され、長尾駅～片町駅間各駅に国鉄では武蔵野線に次いで2番目に自動改札機が導入、国道307号津田踏切付近・星田駅・忍ヶ丘駅の高架化、藤阪駅と東寝屋川駅（現・寝屋川公園駅）が開業している。
なおこれに先立つ8月1日には、山口線小郡駅（現、新山口駅） - 津和野駅でSL快速「やまぐち号」の運行が開始され、大井川鐵道に続き国鉄線でもC57形を使用して蒸気機関車の運転が復活した。

## 1980年（昭和55年）
10月1日、国鉄再建計画の一環と言うべきダイヤ改正が実施される。この時、利用率の悪かった寝台特急が削減されるなど、優等列車の削減が初めて基本とされる改正になった。新幹線でも利用率の悪かった「こだま」の多くが削減されるなど、「減量改正」の面が目立つものであった。また北海道では千歳線に千歳空港駅（現、南千歳駅）が開業し、それまで本州から青函連絡船を使って北海道に渡ることを前提としていた道内優等列車の設定を、北海道までは旅客機で入り、札幌周辺からは道内だけでも国鉄を利用してもらえるような体制に改められた。詳しくは1980年10月1日国鉄ダイヤ改正を参照。
なおこの年の末には日本国有鉄道経営再建促進特別措置法（国鉄再建法）が制定され、国鉄の体質改善を目指す動きが活発化し始めた。

## 1981年（昭和56年）
この頃になると国鉄財政の悪化と国鉄職員の悪習慣に対する世論が厳しくなり、次第に国鉄の分割民営化を目指す議論も活発化していった。
そんな中の10月1日に小規模なダイヤ改正が実施された。北海道では前年のダイヤ改正に続き、さらに札幌中心のダイヤへとシフトした。
この改正で石勝線が全通し、道央から道東への短絡ルートとなったことから、特急「おおぞら」は全列車が石勝線経由に変更された他、急行「狩勝」のうち、昼行1往復と夜行1往復が石勝線経由となって「まりも」に改称され、道央と道東との間の優等列車のスピードアップが図られた。
また、特急「おおぞら」1・6号の函館 - 札幌間が廃止され、北海道の気動車特急から「1D」の列車番号が消滅しと同時に上野 - 札幌間における1M（「はつかり11号」）→青函連絡船1便→1D（特急「おおぞら1号」）並びに、札幌 - 上野間における2D（特急「おおぞら6号」）→青函連絡船2便→2M（「はつかり2号」）という乗り継ぎも消滅した。なお、青函連絡船1・2便に接続する特急は、特急「北斗」1・8号となり、列車番号も21D・28Dとなった。2Dは特急「おおぞら2号」の函館 - 札幌間の列車番号となった。
また、急行「宗谷」は函館 - 稚内間から、札幌 - 稚内間に区間が短縮され、函館 - 札幌間は特急「北海」に格上げされた。
これら新たな道内特急網の整備用として、札幌運転区（当時）にキハ183系量産車の配備が始まり、同区のキハ80系に初めて余剰廃車が出た。
また首都圏では、従来の特急「あまぎ」と急行「伊豆」を統合再編して、185系電車を使用した特急「踊り子」が新設され、総武本線の津田沼－千葉間の複々線化が完了した。

## 1982年（昭和57年）
3月15日に、名古屋駅で運転士の泥酔運転が原因で機関車が特急「紀伊」に激突する事故が発生したことで、国鉄職員の悪慣行に対する国民の批判が頂点に達する一方、国鉄再建を当局に任せておけないと判断した政府は9月24日に「国鉄非常宣言」を発表し、「職場規律確立」・「路線建設の凍結」・「新規採用の停止」・「貨物営業の合理化」などが定められ、国鉄本社の自主性はほとんど失われた状態になった。第二臨調も国鉄について「分割民営化が望ましい」と答申し、11月26日には、後に国鉄分割民営化を実行に移させることになる中曽根康弘内閣も発足している。
そんな状態の中、まず5月17日に塩尻駅が移転、同じ日に名古屋圏においてダイヤ改正が行われた。関西本線名古屋－亀山間が電化され、東海道本線浜松－大垣間の快速に117系電車が投入された。
6月23日には東北新幹線の大宮駅 - 盛岡駅が開業した。当初は上野駅 - 盛岡駅を上越新幹線大宮駅 - 新潟駅と同時に開通させる予定であったが、都市部における土地買収の遅れと上越新幹線におけるトンネル掘削の難航から、東北新幹線の既完成区間だけ暫定的に開業させることになったものである。暫定開業であったという性格から、列車本数は速達の「やまびこ」が4往復・「あおば」が6往復と少なく、在来線の優等列車も特急「やまびこ」4往復が廃止されて「ひばり」が6往復削減された程度で、大きく変動することはなかった。またこれに伴い、上野駅 - 大宮駅で新幹線連絡列車として「新幹線リレー号」が新設され、185系電車が運用に当たった。
また7月1日には、伯備線と山陰本線の倉敷駅 - 伯耆大山駅 - 知井宮駅（現、西出雲駅）の電化が完成し、特急「やくも」8往復（同時に伯備線に運転されていた急行「伯耆」は特急「やくも」に格上げ・統合）が振り子式車両の381系電車に置き換えられて大幅なスピードアップが行われる一方、呉線仁方駅から予讃本線（現、予讃線）堀江駅の間を連絡していた鉄道連絡船の仁堀連絡船が利用客の低迷から廃止された。
そして11月15日、東北新幹線開業から5ヶ月遅れて上越新幹線の大宮駅 - 新潟駅が開業し、この時東北新幹線もようやく本格稼動に移った。これにより東北本線・上越線の優等列車は大幅な整理が行われることになり、また他線区でも山陽本線の寝台特急など利用率の悪かった列車の削減が実施された。詳しくは1982年11月15日国鉄ダイヤ改正を参照。

## 1983年（昭和58年）
この年7月5日、塩嶺トンネルが開通したことにより中央本線のメインルートがそれまでの辰野駅経由（大八回り）からみどり湖駅経由に改められ、16kmもの距離短縮が図られた。これに伴い、特急「あずさ」など優等列車の多くが同ルートになったことから、所要時間が約20分短縮された。また飯田線など周辺線区でもダイヤ改正が行われ、飯田線は119系電車の新規投入によりスピードアップが図られ、旧型国電の運用が消滅したほか、中央道特急バスの影響で乗客が激減していた急行「伊那」が廃止された。また急行「天竜」も急行区間が松本駅 - 長野駅間に短縮となった。それに先立つ3月22日にも門司鉄道管理局管内でダイヤ改正が行われ、福岡市営地下鉄と筑肥線の相互直通運転が開始された。それに伴い筑肥線の博多 - 姪浜間が廃止となり、唐津付近ではルート変更も実施され、東唐津（現在の東唐津とは別の場所にあった）でスイッチバックするルートをやめ、虹ノ松原 - 唐津間を短絡するルートに変更された。
またこの年は6月10日に総理府内に「国鉄再建監理委員会」が設置されて分割民営化の本格検討に入る一方、10月23日には国鉄再建法に基く特定地方交通線廃止の第一号として白糠線が廃止された。以後、1990年（平成2年）4月1日の宮津線・鍛冶屋線・大社線の廃止まで、83路線のバス転換または民営鉄道（第三セクター鉄道含む）転換が推し進められた。

## 1984年（昭和59年）
2月1日、久しぶりといえる全国ダイヤ改正が実施された。これは旅客輸送・貨物輸送ともに鉄道の特性が生かせる区間のみ重点化し、他は切り捨てようというもので、旅客列車では他の交通手段への転移が著しい寝台特急や地方ローカル線急行の大幅削減が行われる一方、近距離普通列車の増発が図られた。貨物列車のほうでも操車場を使った集結分散系輸送を廃止し、コンテナや専用貨物列車を使った直行系輸送に絞る方針が打ち出され、大幅な削減のメスが入れられることになった。詳しくは1984年2月1日国鉄ダイヤ改正を参照。
またこの年6月1日に、特急「あさま」の回送運転を使用して上野駅 - 大宮駅で現在のホームライナーのもととなる列車が運転を開始し、7月5日に「ホームライナー大宮」と命名された。
10月1日に奈良県の鉄道電化率100％を達成した。奈良県は非電化私鉄がないこと、国鉄は全長57kmしかないことから国鉄の奈良県初電化からわずか11年で実現した。国鉄時代に国鉄電化率100％を実現したのは他に1987年3月の静岡県のみだが、唯一の非電化路線だった二俣線が天竜浜名湖鉄道天竜浜名湖線（天浜線）へ分離しただけで、天浜線は2023年現在も非電化である。

## 1985年（昭和60年）
東北新幹線・上越新幹線列車の上野駅乗り入れが3月14日に実現し、再び大規模な全国ダイヤ改正が実施された。
東北・上越新幹線の上野駅乗り入れによって「新幹線リレー号」は廃止となり、それに伴い余剰となった185系電車は当初の予定通り、高崎線などで新設された（急行列車の車両を変えただけで特急に格上げしたといえる）新特急に転換されることになった。また、他線区でも再び近郊列車の重点強化、中距離特急列車の増発や、利用不振が甚だしい長距離列車と地方支線区の急行列車の削減を行った。詳しくは1985年3月14日国鉄ダイヤ改正を参照。
なお、東北・上越新幹線の上野駅開業の見返りとして9月30日には、東北本線枝線で仮称として「通勤新線」が与えられた赤羽 - 武蔵浦和 - 大宮間が開業。同時に川越線が全線で電化し、埼京線として赤羽線を介して池袋 - 大宮・川越の直通運転が開始した。

## 1986年（昭和61年）
この年2月12日に「国鉄改革関連法案」の一つである「日本国有鉄道の経営する事業の運営の改善のために昭和61年度において緊急に講ずべき特別措置に関する法律案」が第104通常国会に提出され、3月18日にはその他7つの国鉄改革（分割民営化）に関する法案も提出された。これらは6月2日に第105通常国会で衆議院が解散したことから一旦廃案となるが、7月6日の衆参同日選挙（第38回衆院選・第14回参院選）で改革推進派の自由民主党が圧勝したことから分割民営化は決定的となり、9月11日に第107臨時国会で「国鉄改革関連法案」は再提出された。
そんな国鉄改革への流れが決定的になった中で、3月3日・11月1日に国鉄はダイヤ改正を実施した。九州寝台特急の「富士」にオハネ24形（３両）からの改造車
4人用B個室寝台車オハネ24形700番台「カルテット」の連結を開始した。
3月の改正は、京葉線の西船橋駅 - 千葉港駅（現、千葉みなと駅）や内山線（開業後の線路名称は予讃本線・内子線）の向井原駅 - 内子駅 - 伊予大洲駅が開業したことに伴うもので、四国の関連路線で列車のスピードアップが図られたほか、北海道で特急「ホワイトアロー」が新設されるなど、速度向上が目立つ改正となった。
そして11月の改正は、国鉄最後の大規模白紙改正かつ分割民営化を前提としたものになり、鉄道輸送の長所が最大限に生かせる「中距離都市間旅客輸送」・「都市圏旅客輸送」・「直行大量貨物輸送」を重点強化することとした。これに伴い、全国各線で列車の大規模な増発が図られている。詳しくは1986年11月1日国鉄ダイヤ改正を参照。
また10月1日には鉄道での郵便輸送が全廃され、11月1日には荷物輸送もほとんど廃止といえる削減が行われた。これらは、新会社に受け継がない方針があったためである。
そして11月28日に「国鉄改革関連法案」が国会を通過し、翌年4月1日に「公共企業体日本国有鉄道」は新設される北海道旅客鉄道・東日本旅客鉄道・東海旅客鉄道・西日本旅客鉄道・四国旅客鉄道・九州旅客鉄道・日本貨物鉄道・鉄道情報システム・鉄道通信（ソフトバンクテレコムの前身）の9株式会社（この段階では全て特殊会社扱い）と鉄道総合技術研究所の1財団法人へ業務を移管することが決定した。

## 1987年（昭和62年）
4月1日の分割民営化を前に、3月23日に四国で小規模なダイヤ改正が実施された。予讃本線の高松駅 - 坂出駅、多度津駅 - 観音寺駅と土讃本線（現、土讃線）多度津駅 - 琴平駅が四国初の電化区間となったもので、同時に高徳本線（現・高徳線）では昭和町駅が開業し、宇野線では213系電車が「備讃ライナー」として運転を開始している。なお、坂出駅 - 宇多津駅 - 多度津駅は、本四備讃線工事の関係で7ヶ月後にずれ込み、JR化以降になった。
これらは翌年の瀬戸大橋線開業に備えたものである。
国鉄最後の日となった3月31日、仙石線に東矢本駅が開業し、小規模な時刻修正が行われた。結果的にこの改正が、省線（工部省・鉄道省を参照）時代から起算して115年間続いた日本国有鉄道最後のダイヤ改正となった。